# Monstrilla nicholsii
Monstrilla nicholsii is een eenoogkreeftjessoort uit de familie van de Monstrillidae. De wetenschappelijke naam van de soort is voor het eerst geldig gepubliceerd in 1949 door Davis.